# Yitic
Yitic är en ort i Mexiko.   Den ligger i kommunen Chamula och delstaten Chiapas, i den sydöstra delen av landet, 700 km öster om huvudstaden Mexico City. Yitic ligger 1 670 meter över havet och antalet invånare är 926.
Terrängen runt Yitic är huvudsakligen lite bergig. Yitic ligger nere i en dal. Runt Yitic är det ganska tätbefolkat, med 134 invånare per kvadratkilometer. Närmaste större samhälle är San Cristóbal de las Casas, 14,0 km söder om Yitic. Omgivningarna runt Yitic är en mosaik av jordbruksmark och naturlig växtlighet.